# Mumayor
Mumayor (en asturiano: Umayor) es un lugar español de la parroquia de San Martín de Luiña, perteneciente al municipio de Cudillero, en la comunidad autónoma de Asturias.

## Geografía
Se encuentra en la margen izquierda del río Uncín.

## Historia
Hacia mediados del siglo XIX, el lugar, ya por entonces perteneciente a Cudillero, tenía contabilizada una población de 156 habitantes. Aparece descrito en el undécimo volumen del Diccionario geográfico-estadístico-histórico de España y sus posesiones de Ultramar de Pascual Madoz con las siguientes palabras:

MUMAYOR; l. en la prov. de Oviedo, ayunt. de Cudillero y felig. de San Martin de Luiña. sit. en la márg. izq. del r. Uncin, que se reune mas abajo con el de Candalina en la caida oriental de la altura llamada de Balser, monte interpuesto en la vallada de dicho r. y el de Soto, al S. de Lamoño y al N. de San Martin ó La Escalada: tiene al frente el Monte Pascual que termina un poco mas abajo en Artedo. Su terreno es de buena calidad y fértil. prod. maiz, habas, escanda, patatas y otros frutos, con buenos prados en la vallada, bañados por el r. Pasa por este l. el camino provincial de la costa, siguiendo por la ladera meridional de la citada altura de Balser. pobl.: 36 vec. y 156 almas.
(Madoz, 1848, p. 682)

En 2023, la entidad singular de población tenía empadronados 67 habitantes y el núcleo de población, los mismos.